# Associatie van vetkruid en tijm
De associatie van vetkruid en tijm (Sedo-Thymetum) is een associatie uit het verbond van droge stroomdalgraslanden (Sedo-Cerastion). Het is een bloem- en kleurrijke plantengemeenschap van droge, kalkarme zandgronden in Nederland, België en Duitsland.

## Naamgeving en codering
| Sedo-Thymetum pulegioidis Doing ex Weeda, Doing & Scham. |

- Syntaxoncode voor Nederland (rVvN): r14Bc01
- BWK-karteringscode: hu
- Natura2000-habitattypecode (EU-code): H6120
- Corine biotope: 34.12 Pelouses des sables calcaires
- Eunis Habitat Types: E1.12 Euro-Siberian pioneer calcareous sand swards

De wetenschappelijke naam Sedo-Thymetum is afgeleid van de botanische namen van respectievelijk zacht vetkruid (Sedum sexangulare) en grote tijm (Thymus pulegioides).

## Fysiognomie
De associatie van vetkruid en tijm kent een tamelijk bijzondere en opvallende fysiognomie. De vegetatie is veelal zeer bloem- en kleurrijk. Het zijn meestal witbloemige en geelbloemige kruiden die het vegetatieaspect kunnen bepalen. De vegetatie kan ook een rode gloed hebben, op plaatsen waar bijvoorbeeld schapenzuring en gewoon purpersteeltje hoge bedekkingen bereiken. De associatie is dikwijls lintvormig ontwikkeld. De formatie waarin de associatie zich manifesteert betreft een grasland met een zeer sterk pionierkarakter.
De vegetatie wordt gevormd door een lage kruidlaag en een moslaag. Vooral thermofiele chamefyten en therofyten nemen een belangrijke plaats in. Onder de chamefyten is het aandeel succulenten en halfstruiken opvallend groot en onder de therofyten vooral winterannuellen.

## Ecologie
Vegetatie van de associatie van vetkruid en tijm ontwikkelt zich op relatief hooggelegen, zeer goed drainerende standplaatsen op meso-oligotrofe tot oligotrofe, kalkarme tot licht kalkhoudende, grove zandgrond in de buurt van rivieren of grote beken. Deze zandgrond moet humusarm en (enigszins) grindhoudend zijn. Het gaat om droge, snel opwarmende plekken die zijn blootgesteld aan het volle zonlicht. De basenvoorziening wordt doorgaans op peil gehouden door een zeer korte inundatie of hoge grondwaterstanden in de winter of lente. Buiten het waterbereik kan de basenvoorziening soms echter ook standhouden door afspoeling van basen uit nabijgelegen elementenverharding. De associatie is te vinden op oeverwallen, donken, dijken, zandgroeven, bermen en voormalige stuwwallen. Heel soms kan de associatie of fragmenten daarvan ook worden aangetroffen op hoge kribben.
De associatie van vetkruid en tijm ook als vervangingsgemeenschap optreden van de associatie van sikkelklaver en zachte haver wanneer deze door watergeweld, aftrapping of verdroging beschadigd is.

## Subassociaties in Nederland en Vlaanderen
Binnen de associatie van vetkruid en tijm onderscheidt men in Nederland en Vlaanderen twee subassociaties.

### Subassociatie met klein vogelpootje
Een subassociatie met klein vogelpootje (Sedo-Thymetum ornithopodetosum) kan zich ontwikkelen op de meest kalkarme standplaatsen binnen de associatie; de pH ligt iets lager. Deze subassociatie vertoont enige verwantschap met twee andere verbonden van de struisgras-orde: het dwerghaver-verbond en het verbond van gewoon struisgras. Differentiërende taxa zijn klein vogelpootje, gewoon reukgras, eenjarige hardbloem, zandblauwtje, vroege haver, klein tasjeskruid en grijze bisschopsmuts. De Nederlandse syntaxoncode (conform de rVvN) voor deze subassociatie is r14Bc01a.

### Subassociatie met sikkelklaver
Een subassociatie met sikkelklaver (Sedo-Thymetum medicaginetosum) kan zich ontwikkelen op de meest kalkrijke standplaatsen binnen de associatie. Deze subassociatie vertoont verwantschap met de associatie van sikkelklaver en zachte haver. Differentiërende taxa zijn sikkelklaver, zachte haver, akkerwinde, zachte ooievaarsbek, ruige weegbree, cipreswolfsmelk, gewone agrimonie. De Nederlandse syntaxoncode (conform de rVvN) voor deze subassociatie is r14Bc01b.

## Verspreiding
Het verspreidingsgebied van de associatie van vetkruid en tijm is klein. De gemeenschap wordt enkel aangetroffen in Nederland, België en Duitsland. Overal binnen het verspreidingsgebied betreft het een zeer zeldzaam en bedreigd vegetatietype, waarvan de standplaatsen sterk zijn versnippert door antropogene landschapsingrepen.
In Nederland en Vlaanderen vindt men alleen nog associatiefragmenten van zeer geringe oppervlakten. Deze liggen vooral op de terrassen van de Maas in Noord-Limburg en Noord-Brabant, langs de IJssel en de Overijsselse Vecht. In Vlaanderen zijn goede voorbeelden van deze associatie niet meer voorradig, maar in de kuststreek en langs de Grensmaas vinden we nog graslanden waar enkele van de kensoorten voorkomen. De associatie kent een duidelijk verspreidingszwaartepunt nabij de grote rivieren in het fluviatiel district. In minder rijk ontwikkelde vormen komt de associatie ook voor langs kleine rivieren en grote beken in het subcentreuroop district en Gelders district, zoals bij de Overijsselse Vecht, de Dinkel en de Berkel.

## Bedreiging en bescherming

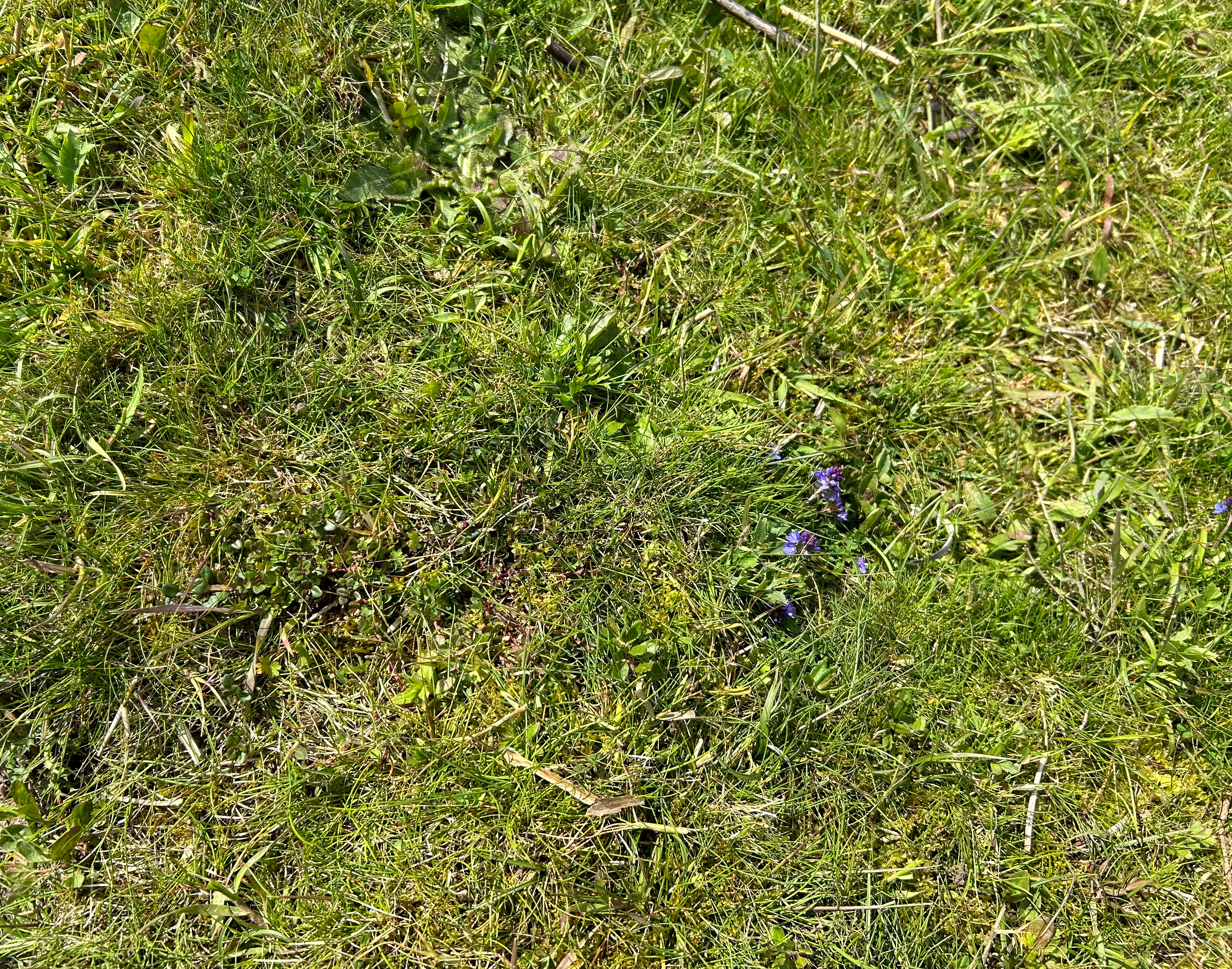
Een sluitende/verviltende mos- en grasmat.

Deze associatie wordt vooral bedreigd door verwaarlozing. Typisch voor pioniervegetatie, is beweiding of een beheer gericht op het veroorzaken van lokale bodemerosie noodzakelijk om ze te laten voortbestaan. Gebeurd dit niet, dan vindt vergrassing en/of vermossing plaats.

## Diagnostische taxa voor Nederland en Vlaanderen
Deze associatie heeft vooral zacht vetkruid, tripmadam, liggende ereprijs, zandwolfsmelk en kaal breukkruid als kensoorten, dikwijls in combinatie met andere verbonds-, orde- en klassekensoorten. Vele van deze soorten zijn zeldzaam tot zeer zeldzaam. In België en Nederland verdwenen soorten als de Kartuizer anjer en het wildemanskruid maakten in het verleden ook deel uit van deze lijst.
Kruidlaag
| Diagnostiek       | Differentiërend | Presentie | Triviale naam           | Botanische naam            | Opmerking                          | Afbeelding |
| ----------------- | --------------- | --------- | ----------------------- | -------------------------- | ---------------------------------- | ---------- |
| associatiekentaxa |                 | > 60%     | zacht vetkruid          | Sedum sexangulare          |                                    |            |
| associatiekentaxa |                 | > 30%     | tripmadam               | Sedum rupestre             |                                    |            |
| associatiekentaxa |                 | > 20%     | liggende ereprijs       | Veronica prostrata         |                                    |            |
| associatiekentaxa |                 | > 20%     | kaal breukkruid         | Herniaria glabra           |                                    |            |
| associatiekentaxa |                 | < 10%     | zandwolfsmelk           | Euphorbia seguieriana      |                                    |            |
| kV                | -               | > 40%     | voorjaarsganzerik       | Potentilla tabernaemontani |                                    |            |
| kV                | -               | > 10%     | handjesgras             | Cynodon dactylon           |                                    |            |
| kV                | -               | < 10%     | cipreswolfsmelk         | Euphorbia cyparissias      |                                    |            |
| kV                | -               | -         | kartuizer anjer         | Dianthus carthusianorum    | niet in België en Nederland        |            |
| kV                | -               | -         | wildemanskruid          | Pulsatilla vulgaris        | niet in België en Nederland        |            |
| kO                | -               | > 20%     | liggende klaver         | Trifolium campestre        |                                    |            |
| kO                | -               | > 20%     | hazenpootje             | Trifolium arvense          |                                    |            |
| kO                | -               | > 20%     | overblijvende hardbloem | Scleranthus perennis       |                                    |            |
| kO                | -               | > 10%     | viltganzerik            | Potentilla argentea        |                                    |            |
| kO                | -               | > 10%     | klein timoteegras       | Phleum nodosum             |                                    |            |
| kK                | -               | > 70%     | geel walstro            | Galium verum               |                                    |            |
| kK                | -               | > 50%     | gewoon biggenkruid      | Hypochaeris radicata       |                                    |            |
| kK                | -               | > 40%     | zandhoornbloem          | Cerastium semidecandrum    |                                    |            |
| kK                | -               | > 30%     | zandzegge               | Carex arenaria             |                                    |            |
| kK                | -               | > 20%     | vroegeling              | Erophila verna             |                                    |            |
| kK                | -               | > 10%     | kleine leeuwentand      | Leontodon saxatilis        |                                    |            |
| bg                | -               |           | duizendblad             | Achillea millefolium       |                                    |            |
| bg                | -               |           | smalle weegbree         | Plantago lanceolata        |                                    |            |
| bg                | -               |           | akkerhoornbloem         | Cerastium arvense          |                                    |            |
| bg                | -               |           | schapenzuring           | Rumex acetosella           | Differentiërend binnen het verbond |            |
| bg                | -               |           | muizenoor               | Pilosella officinarum      |                                    |            |
| bg                | -               |           | grote tijm              | Thymus pulegioides         |                                    |            |

Moslaag
| Kentaxon | Diff.soort | Presentie | Triviale naam         | Botanische naam       | Opmerking | Afbeelding |
| -------- | ---------- | --------- | --------------------- | --------------------- | --------- | ---------- |
| kK       | -          | > 20%     | gewoon klauwtjesmos   | Hypnum cupressiforme  |           |            |
| kK       | -          | > 20%     | grijze bisschopsmuts  | Racomitrium canescens |           |            |
| kK       | -          | > 10%     | gewoon purpersteeltje | Ceratodon purpureus   |           |            |

## Fotogalerij

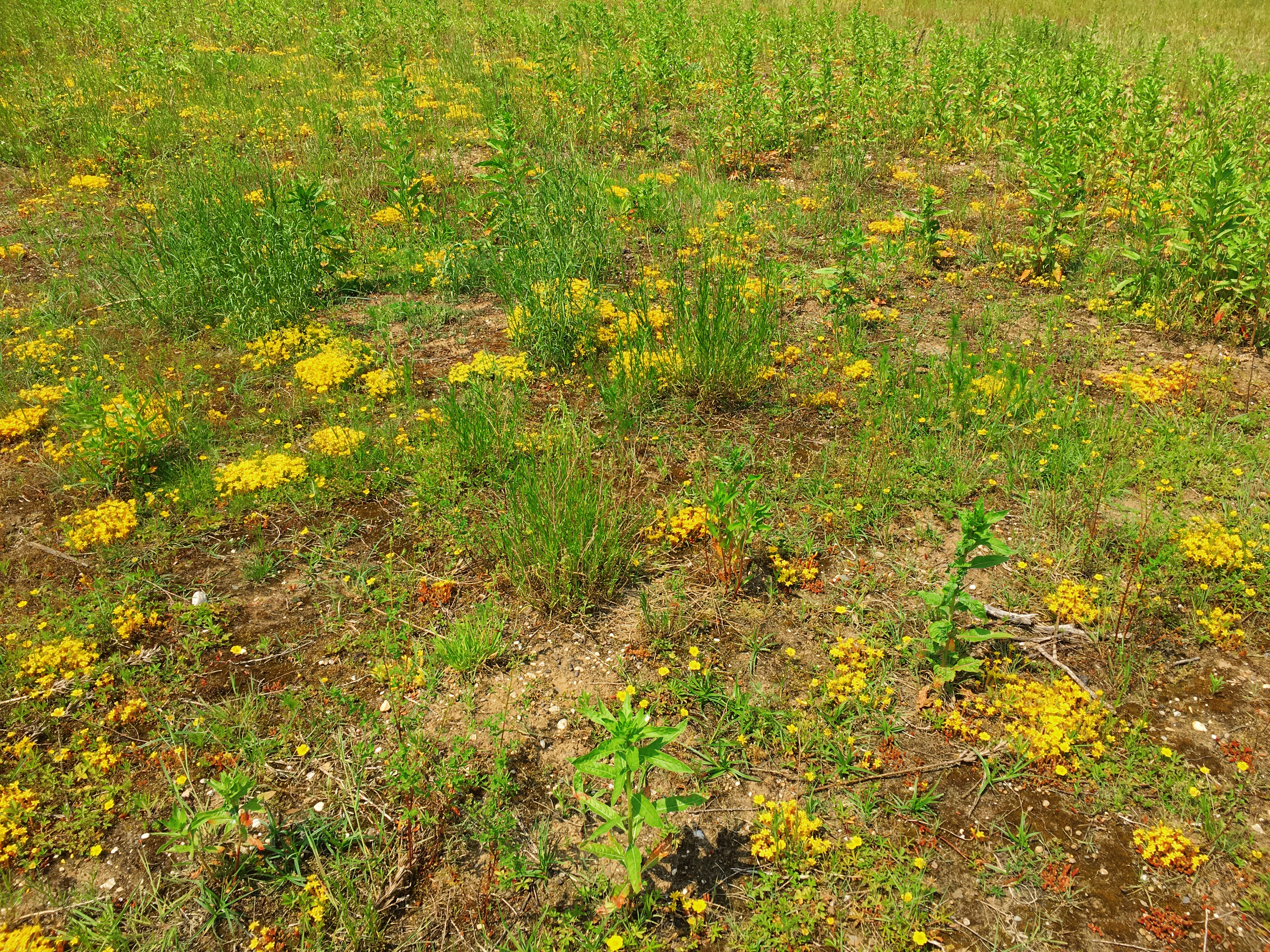
Vegetatieaspect van een verruigde, ruderale vorm.
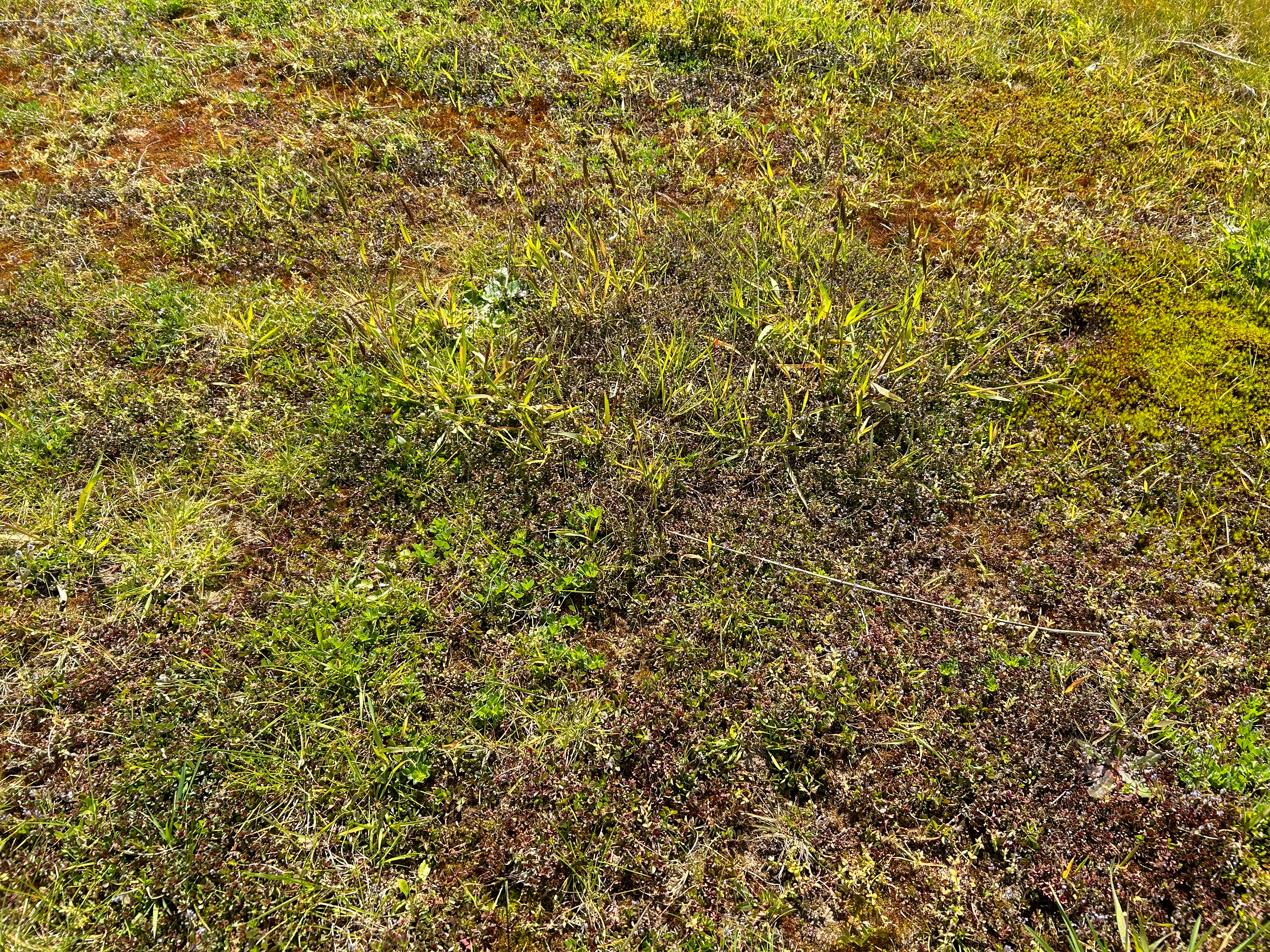
Subassociatie met klein vogelpootje
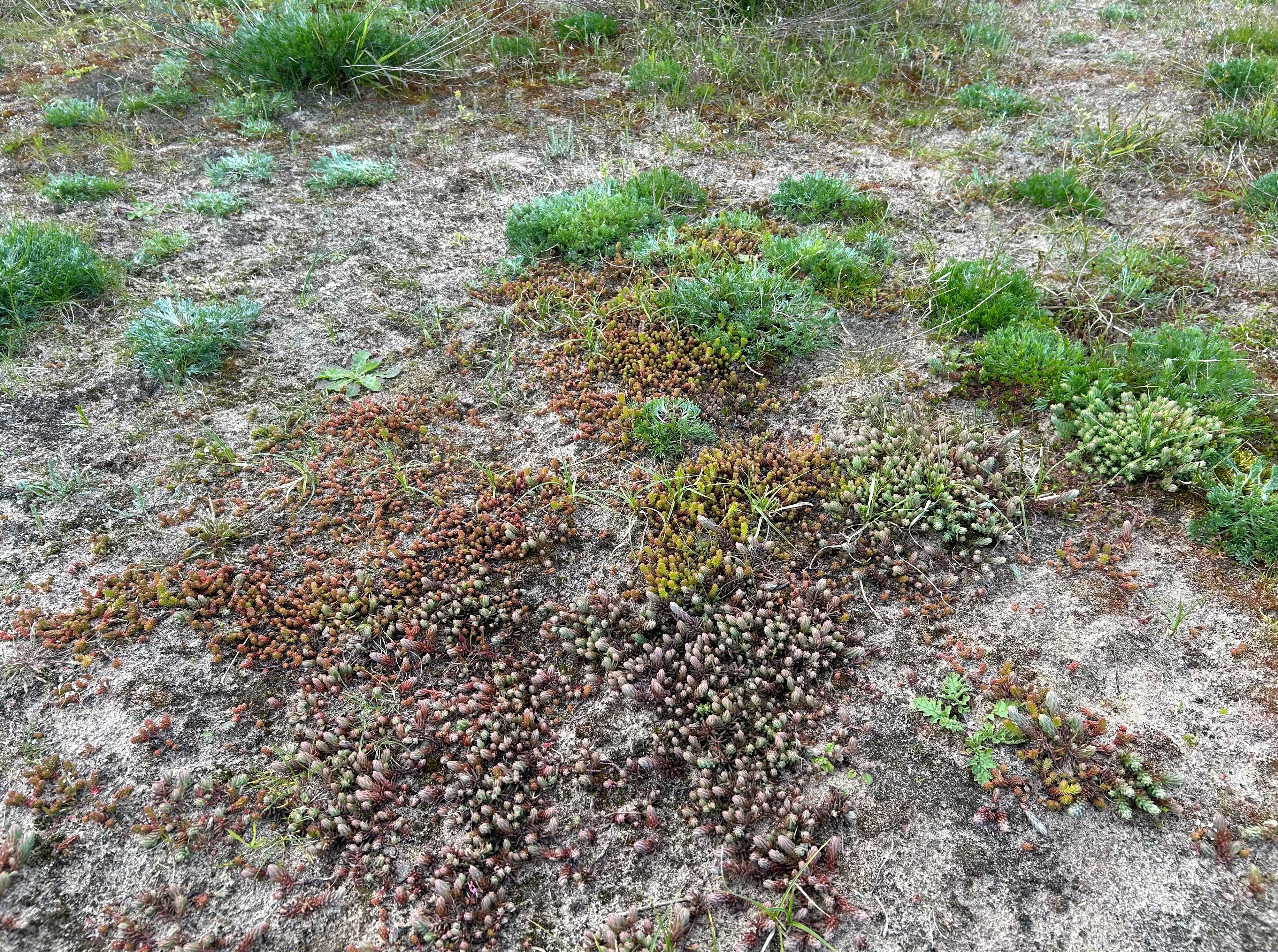
Open vorm met veel tripmadam en wilde averuit